# Guardia di finanza del Territorio Libero di Trieste
La Guardia di finanza del Territorio Libero di Trieste venne istituita nel 1949 dallo scorporo della divisione fiscale della Venezia Giulia Police Force. Si occupava di polizia tributaria e aveva un organico di circa 1.000 uomini.
Venne sciolta nel 1954 con la divisione del Territorio Libero di Trieste  tra Italia e Jugoslavia il 26 ottobre 1954 e i suoi membri confluirono nella Guardia di finanza.